# Anne Brasseur
Pour les articles homonymes, voir Brasseur.
Anne Brasseur, née le 19 mai 1950 à Luxembourg, est une femme politique luxembourgeoise. Elle a présidé l'Assemblée parlementaire du Conseil de l'Europe de 2014 à 2016.

## Décorations
- Commandeur de l'Ordre de la Couronne de chêne (promotion 1999)
- Grand Officier de l'Ordre de Mérite du Grand-Duché de Luxembourg (promotion 2000)